# Orahovica
Orahovica ist eine Stadt in Slawonien in Kroatien mit etwa 5800 Einwohnern (statistischen Angaben aus dem Jahre 2011: 5304 Einwohner).  
Sie liegt an den Abhängen des Papuk-Gebirges und an der Hauptstraße (M3) Varaždin-Koprivnica-Našice-Osijek. Orahovica ist eine Stadt der Virovitica-Podravina Gespanschaft. Im Jahr 1997 bekam Orahovica den Status einer Stadt. 

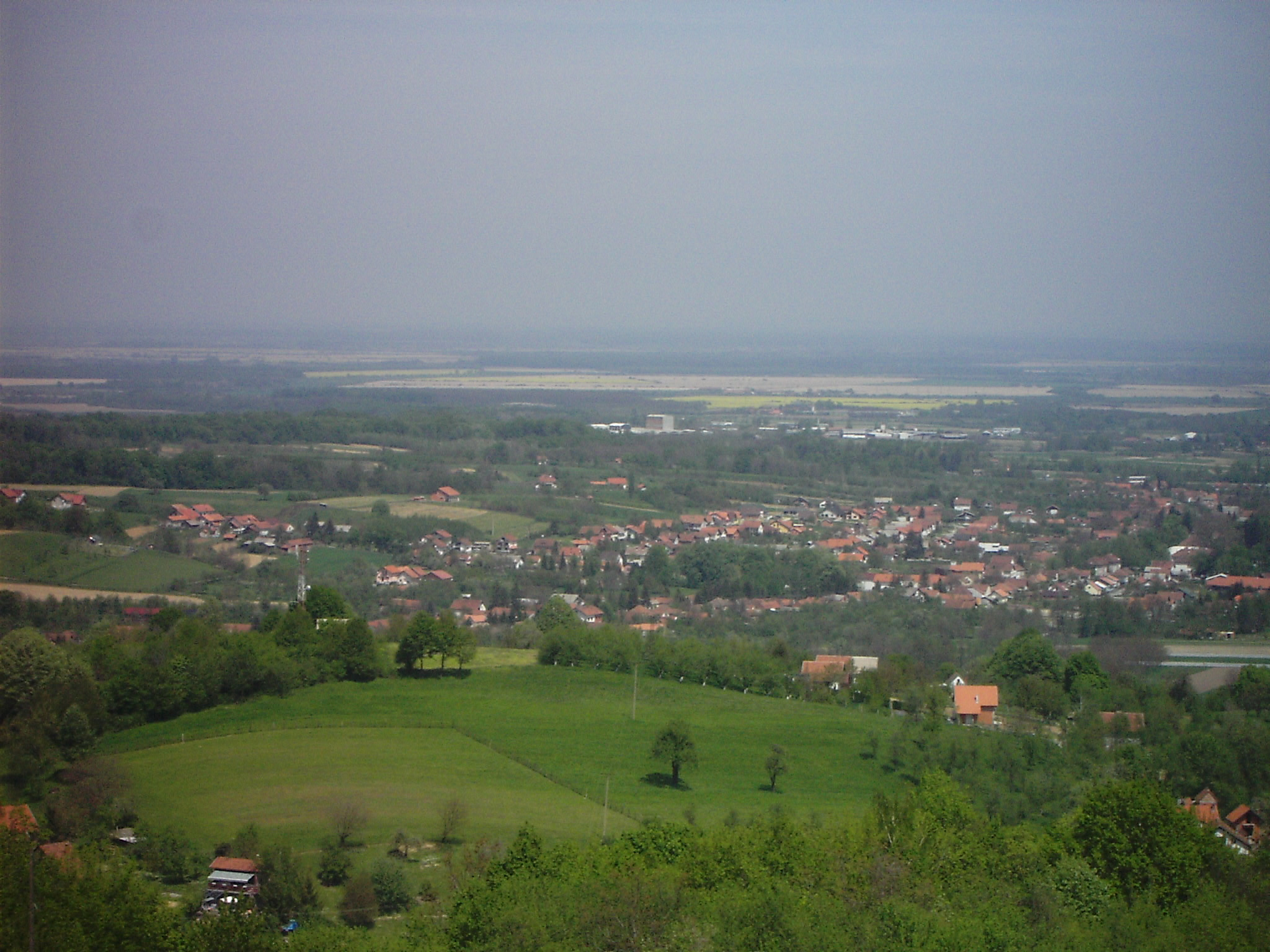
Blick auf den Ort

## Ortsteile
Die Stadt Orahovica ist in dreizehn Ortschaften gegliedert: 
- Bijeljevina Orahovička, Crkvari, Dolci, Donja Pištana,
- Duzluk, Gornja Pištana, Karlovac Feričanački, Kokočak,
- Magadinovac, Nova Jošava, Orahovica, Stara Jošava und Šumeđe.

## Geographie
Die Stadt Orahovica liegt 20 km nordwestlich von Našice auf einer Höhe von 185 Metern über dem Meeresspiegel. Nördlich reicht sie bis ins Flachland. Südöstlich grenzt sie an die Abhänge der Gebirge Papuk und Krndija und demnach an den Naturpark Papuk. Die Fläche von Orahovica beträgt 123,9 km².

## Geschichte
Orahovica wurde erstmals, schriftlich im Jahr 1228 in einem Dokument des ungarischen Königs Andreas II. (Ungarn) erwähnt. Zudem wird Orahovica in mittelalterlichen, schriftlichen Quellen bereits sowohl als Stadt (oppidum) als auch als Territorium bezeichnet. Die Stadt kam im  14. Jahrhundert in königlichen Besitz. 
1420 erbte die Adelsfamilie Gorjanski die Stadt Orahovica. Im Jahr 1522 kam die Stadt unter die Herrschaft von Ladislav More de Cula, welcher der letzte Herrscher von Orahovica war, bevor die Osmanen die Stadt im Jahr 1543 einnahmen. Die Osmanenherrschaft dauerte in Orahovica 144 Jahre bis 1687. Danach herrschten in Orahovica einige bedeutende adelige Familien, wie z. B. die Grafen Pejačević. Diese verkauften Orahovica im Jahr 1733 an den reichen, zugereisten Dimitrije Mihalović. Er stammte aus Mazedonien. Seine Familie herrschte bis Ende des 19. Jahrhunderts über die Stadt.

## Sehenswertes
Tourismus in Orahovica ist seit dem Jahre 1914 bekannt. Die Natur um Orahovica und das kulturhistorische Erbe der Stadt sind ein beliebtes Ausflugsziel. Sehenswert sind vor allem:
- Die mittelalterliche Burg Ružica steht an einem Abhang des Papuk, in einer Höhe von 337 m südlich von Orahovica gelegen. 1357 wurde die Burg Ruzica als königlicher Besitz erwähnt. Heute gilt sie als die größte und am besten erhaltene mittelalterliche Burg im Norden Kroatiens.
- Bis 1756 gab es eine hölzerne Kirche in Orahovica (crkva Sv. Križa - Kirche des Hl. Kreuzes). Im selben Jahr wurde die heutige Kirche erbaut (crkva Našašca Sv. Križa - Kirche der Hl. Kreuzerhöhung). Sie steht im Zentrum von Orahovica.
- Zu einer weiteren Sehenswürdigkeit zählt ein nahegelegener See in der Ortschaft Duzluk. Der See ist ungefähr 1,5 km vom Zentrum von Orahovica entfernt, er hat eine Fläche von 1 ha und ist von einem Waldgebiet umgeben. Dabei handelt es sich um einen künstlichen See der im Jahr 1961 gestaut wurde. Er speist sich durch trinkbares Bergwasser.

## Verwaltung
Durch die Wahlen des Stadt-/Gemeinderats wurde 2005 Josip Nemec (Kroatische Demokratische Union) zum Bürgermeister von Orahovica gewählt.

## Bildung und Kultur
In der Stadt Orahovica befindet sich ein Kindergarten (kroat. Dječji vrtić "Palčić") zudem
eine Grundschule (kro. Osnovna škola „Ivana Brlić-Mažuranić“) und eine Mittelschule (kroat. Srednja škola „Stjepan Ivšić“).
Die Stadt hat eine Stadtbibliothek, einen Folkloreverein (kroat. (KUD) Crkvari) und ein Blasorchester.

## Wirtschaft
Wichtige Wirtschaftszweige in Orahovica sind die Keramikindustrie, der Früchte- und Gemüseanbau, sowie die Landwirtschaft und der Weinanbau. Zudem gibt es in Orahovica einen Steinbruch.

## Vereine und Veranstaltungen
Folgende Sportvereine sind in Orahovica ansässig:
Ein Fußballklub, Handballklub, Karateklub, Kegelklub, Fischerverein, Schützenverein, 
Kroatische Wandergesellschaft, Tennisklub, Basketballklub und Schachklub.
Das wichtigste kulturtouristische Ereignis ist der „Orahovica Frühling“ (Orahovačko proljeće). Diese einwöchige Veranstaltung gibt es schon seit 30 Jahren, immer Anfang Juni. Das Ziel ist es die Kultur und den Tourismus von Orahovica zu zeigen und voranzubringen. Es gibt einheimische Folklore, kulinarische Spezialitäten und Qualitätsweine, Konzerte, Ausstellungen und Sportveranstaltungen.

## Persönlichkeiten
- Bogdan Krieger (1863–1931), Historiker, Publizist, Bibliothekar Kaiser Wilhelms II.
- Stjepan Mesić (* 1934), kroatischer Politiker und Präsident
- Stjepan Ivšić, einer der größten kroatischen Philologen